# Florica Leonida
Florica Leonida, detta Floarea (Bucarest, 13 gennaio 1987), è un'ex ginnasta rumena, vincitrice di medaglie europee e mondiali con la nazionale rumena di ginnastica artistica; attualmente lavora come prostituta con lo pseudonimo di Sascha Brown.
Essendosi allenata per qualche tempo, in giovane età, negli Stati Uniti d'America, ottenne l'attenzione degli addetti ai lavori e comparve all'età di 12 anni sulla copertina di International Gymnastics, come uno dei talenti giovanili della ginnastica rumena.

## Biografia

### Carriera sportiva
Partecipa come ai campionati rumeni juniores del 2001, vincendo la medaglia di bronzo con 35,775 punti.
Agli Europei di Patrasso 2002, nella categoria juniores, vince il titolo europeo alla trave; conquista inoltre la medaglia d'argento nel concorso individuale con 36,180 punti, dietro alla russa Anna	 Pavlova (volteggio: 8,843; parallele: 9,087; trave: 8,900; corpo libero:	9,350), nonché gli argenti di squadra e al corpo libero.
Ai campionati rumeni del 2003 termina al 4º posto (37,025), conquistando la medaglia d'argento alle parallele (9,525). Partecipa all'American Cup a Fairfax, piazzandosi al 5º posto con 36,524 punti (volteggio: 9,012; parallele: 8,850; trave: 9,212; corpo libero: 9,450). Ai mondiali di Anaheim 2003 si posiziona al 155º posto senza qualificarsi ad alcuna finale.
Nel 2004 ottiene il quinto posto ai campionati nazionali di Romania (37,350 punti).
Ai mondiali di Melbourne 2005 termina il concorso generale in 6º posizione, con 36,475 punti (volteggio: 9,050; parallele: 9,375; trave: 8,975; corpo libero: 9,075). Agli europei di Derbrecen si piazza al 7º posto, con 35,799 punti (volteggio: 9,187; parallele: 9,312; trave: 8,525; corpo libero: 8,775). Partecipa all'incontro di Coppa del Mondo a Maribor: vince la medaglia di bronzo al corpo libero (8,800 punti), mentre nella finale al volteggio si classifica ultima all'ottavo posto, con solo 4 punti.
Ai campionati nazionali rumeni del 2006 termina al nono posto con 55,250 punti. Ai mondiali di Aarhus 2006 la nazionale rumena, composta inoltre da Cristina Elena Chiric, Daniela Druncea, Sandra Izbașa, Steliana Nistor, Loredana Sucar, si ferma al 4º posto.

### Il ritiro e il lavoro nel mondo per adulti
Nel 2007 la Leonida si ritira dall'attività sportiva e diventa insegnante di fitness.
Nel 2012 si diffonde la notizia, tramite la sua compagna della nazionale Monica Roșu, che la Leonida ha iniziato a lavorare nell'industria del sesso, come prostituta di alto livello, prima in Germania e poi in Austria, guadagnando circa 6000-7000 euro a settimana.